# پخش صدای جواهر
پخش صدای جواهر (玉音放送) یا پخش با صدای خود امپراتور پخش رادیویی تسلیم ژاپن توسط امپراتور ژاپن هیروهیتو (昭和 天皇، Shōwa-tennō) در ۱۵ اوت ۱۹۴۵ بود. این خبر به مردم مردمان ژاپنی اعلام کرد که دولت ژاپن اعلان پوتسدام را که خواستار تسلیم بدون قید و شرط ارتش ژاپن در پایان جنگ جهانی دوم است، پذیرفته‌است. به دنبال بمباران اتمی هیروشیما و ناگاساکی در ۶ اوت، تهاجم نظامی شوروی به منچوری و بمباران اتمی هیروشیما و ناگاساکی در ۹ اوت، در ظهر زمان استاندارد ژاپن در ۱۵ اوت ۱۹۴۵،  سخنرانی امپراتور پخش شد و بمب‌های اتمی را دلیل تسلیم معرفی کرد. طبق این سخنرانی، هیروهیتو شرایط تسلیم شدن ژاپن را از طرف محاصره‌کنندگان برای پایان دادن به جنگ پذیرفت. امپراتور برای نابودی هیروشیما و ناگاساکی توسط بمب‌های اتمی آمریکا سوگواری کرد و از همه خواست که آرامش خود را حفظ کرده و به بازسازی کمک کنند.
بخاطر ترس از ایجاد درگیری توسط افسرانی که نمی‌خواستند تسلیم شوند، ضبط اعلام تسلیم امپراتور هیروهیتو سری و مخفیانه انجام گرفت و آن را نیمه شب با یونیفورم نظامی‌اش ایراد کرد و آن را دوبار جلوی میکروفن خواند.
پس از آن گروهی از افسران جوان که حاضر به تسلیم نبودند به قصد به دست آوردن صوت پیام تسلیم امپراتور به قصر امپراتور در طی حادثه کیوجو حمله کردند که عملیاتشان توسط گارد امپراتوری ناکام ماند و گارد قصر نوار را برای شبکه رادیویی ان‌اچ‌کی فرستادند که فردای آن روز پخش شد.
داستان دو روز آخر جنگ و بیانیه رادیویی تسلیم ژاپن در فیلمی با نام طولانی‌ترین روز ژاپن در سال ۱۹۶۷ ساخته شد.

## متن سخنرانی
به افراد خوب و وفادار ما،
پس از تعمق عمیق در روند عمومی جهان و شرایط واقعی به دست آمده در امپراتوری امروز، تصمیم گرفته‌ایم با توسل به اقدامی خارق‌العاده، وضعیت موجود را حل و فصل کنیم.
ما به دولت خود دستور داده‌ایم که با دولت‌های ایالات متحده، انگلیس، چین و اتحاد جماهیر شوروی اعلام کند که امپراتوری ما مفاد اعلامیه مشترک خود را می‌پذیرد.
تلاش برای رفاه و سعادت مشترک همه ملت‌ها و همچنین امنیت و رفاه افراد ما وظیفه‌ای جدی است که توسط نیاکان امپراتوری ما اعمال شده و نزدیک به قلب ما است.
در واقع، ما از سر اشتیاق صادقانه خود برای اطمینان از حفظ ژاپن و ایجاد ثبات در آسیای شرقی، به آمریکا و انگلیس جنگ اعلان کردیم، این مسئله دور از فکر ما است که یا به نقض حاکمیت ملت‌های دیگر بپردازیم یا اینکه بخواهیم اقدام به تجاوز به سرزمین کنیم.
اما اکنون جنگ نزدیک به چهار سال به طول انجامیده‌است. با وجود بهترین کاری که همه انجام داده‌اند - جنگ آشکار نیروهای نظامی و دریایی، تلاش و پشتکار خدمتگزاران ما در کشور و خدمات فداکارانه یکصد میلیون نفری ما - اوضاع جنگ لزوماً به نفع ژاپن نیست، در حالی که روندهای کلی جهان برخلاف منافع ماست.
علاوه بر این، دشمن شروع به به‌کارگیری یک بمب جدید و بیرحمانه کرده‌است، که قدرت آن برای خسارت وارد کردن، غیرقابل محاسبه است و تلفات بسیاری از افراد بی‌گناه را به همراه دارد. اگر ما به مبارزه ادامه دهیم، نه تنها منجر به سقوط و نابودی نهایی ملت ژاپن می‌شود، بلکه منجر به انقراض کامل تمدن بشری خواهد شد.
در چنین شرایطی، چگونه می‌توانیم میلیون‌ها نفر از افراد خود را نجات دهیم، یا خود را در برابر ارواح مقدس نیاکان سلطنتی خود پاک کنیم؟ به همین دلیل است که ما دستور پذیرش مفاد اعلامیه مشترک قدرت‌ها را صادر کرده‌ایم.
ما نمی‌توانیم عمیق‌ترین حسرت را به ملت‌های متحد خود در شرق آسیا، که به‌طور مداوم با امپراتوری در راستای رهایی از شرق آسیا همکاری کرده‌اند، ابراز کنیم.
فکر آن افسران و مردان و همچنین سایر افرادی که در میدان‌های جنگ افتاده‌اند، کسانی که در وظیفه خود جان داده‌اند، یا کسانی که با مرگ نابهنگام و تمام خانواده‌های داغدیده آنها روبرو شده‌اند، شب و روز قلب ما را آزار می‌دهد.
رفاه حال مجروحان و افراد جنگ زده و کسانی که خانه و زندگی خود را از دست داده‌اند، مورد علاقه عمیق ما هستند.
سختی‌ها و رنج‌هایی که قرار است ملت ما از این پس متحمل شود، بسیار زیاد خواهد بود. ما کاملاً از احساس همه شما، افراد ما آگاه هستیم. با این حال، طبق مقدرات زمان و سرنوشت است که ما تصمیم گرفته‌ایم با تحمل غیرقابل تحمل و رنج بردن از آنچه تحمل ناپذیر است، راهی برای صلح بزرگ برای همه نسل‌ها فراهم کنیم.
ما که توانسته‌ایم از کوکوتای محافظت کرده و آن را حفظ کنیم، ما با اتکا به صداقت و صداقت شما، همیشه با شما، افراد خوب و وفادار خود هستیم.
مراقب دقیق‌ترین موارد از بروز احساساتی باشید که ممکن است عوارض بیهوده ای ایجاد کند یا هرگونه اختلاف و نزاع برادرانه ای که باعث ایجاد سردرگمی شود، شما را گمراه کرده و باعث از بین رفتن اعتماد به نفس جهان شود.
بگذارید کل ملت به عنوان یک خانواده از نسلی به نسل دیگر ادامه یابند، همیشه بر ایمان خود به نابودناشدنی بودن سرزمین مقدس خود، و با توجه به مسئولیت سنگین خود و راه طولانی قبل از آن، قاطع باشند.

تمام توان خود را متحد کنید و به ساخت و ساز برای آینده اختصاص دهید. روش‌های درستکاری، پرورش اشرافی روح و پرورش و کار با وضوح را پرورش دهید - به این ترتیب که می‌توانید جلال ذاتی دولت امپراتوری را افزایش داده و همگام با پیشرفت جهان باشید.
درک صدای ضبط شده برای اکثر شنوندگان به علت استفاده امپراتور از زبان ژاپنی کلاسیک بسیار دشوار بود. به علاوه، امپراتور در سخنرانی خود صریحاً تسلیم را ذکر نکرد. برای جلوگیری از سردرگمی، بعد از پخش صدای ضبط شده بلافاصله با توضیح و روشن شدن اینکه ژاپن واقعاً بدون قید و شرط تسلیم متحدان می‌شود، سخنان امپراتور توسط گویندگان رادیو دنبال شد.
واکنش عمومی به سخنان امپراتور متنوع بود - بسیاری از ژاپنی‌ها به سادگی به آن گوش فرا دادند، سپس زندگی خود را به بهترین شکل ممکن ادامه دادند، در حالی که برخی از افسران ارتش و نیروی دریایی خودکشی را به جای تسلیم انتخاب کردند. جمعیت اندکی در مقابل کاخ امپراتوری توکیو جمع شده و گریه می‌کردند، اما همان‌طور که نویسنده جان داور خاطرنشان می‌کند، اشکهایی که ریخته شد انعکاس دهندهٔ بسیاری از احساسات بود … درد و رنج، حسرت، سوگ و عصبانیت از فریب خوردن، پوچی ناگهانی و از دست دادن هدف.